# Aeroméxico Cargo
Aeroméxico Cargo es una aerolínea de carga de México perteneciente a Aeroméxico. La aerolínea ofrece 550 vuelos diarios y brinda servicios a las ciudades más importantes de todo México y también a 16 destinos internacionales que se ubican en los centros comerciales principales de América del Norte, América Central y América del Sur. Aeroméxico Cargo es la única aerolínea latinoamericana que brinda vuelos directos a Asia como también servicios a Europa.

## Historia
En 1989, Aeroméxico y Mexicana de Aviación crearon la empresa Aeromexpress, donde se concentraría la actividad de carga de ambas aerolíneas
En 1998, entró con un convenio comercial con Cargolux, y en 2005 con Korean Air Cargo, la aerolínea carguera más grande del mundo
En el 2012, Aeromexpress evoluciono y se transformó en Aeroméxico Cargo, la cual es actualmente la empresa líder en el mercado de carga aérea en México.

## Servicios

### Express
Express es nuestra solución para envíos urgentes. Con Express, se garantiza que envíos urgentes despeguen y se encuentren volando a más de 900 destinos en 175 países.

### General
Servicio que ofrece un servicio constante y de alta calidad en todo el mundo para cualquier tipo de carga.

### Specialized
Servicio de transporte de animales vivos, esto cumpliendo con la normativa internacional de la IATA y asegurando condiciones óptimas de seguridad, comodidad e higiene durante su traslado.

### Customized
Customized es una solución de carga totalmente personalizada. Mediante un contrato tripartito entre el expedidor, el transportista y Aeroméxico Cargo, Customized ofrece información personalizada y directrices de gestión adaptadas a sus necesidades.

## Flota

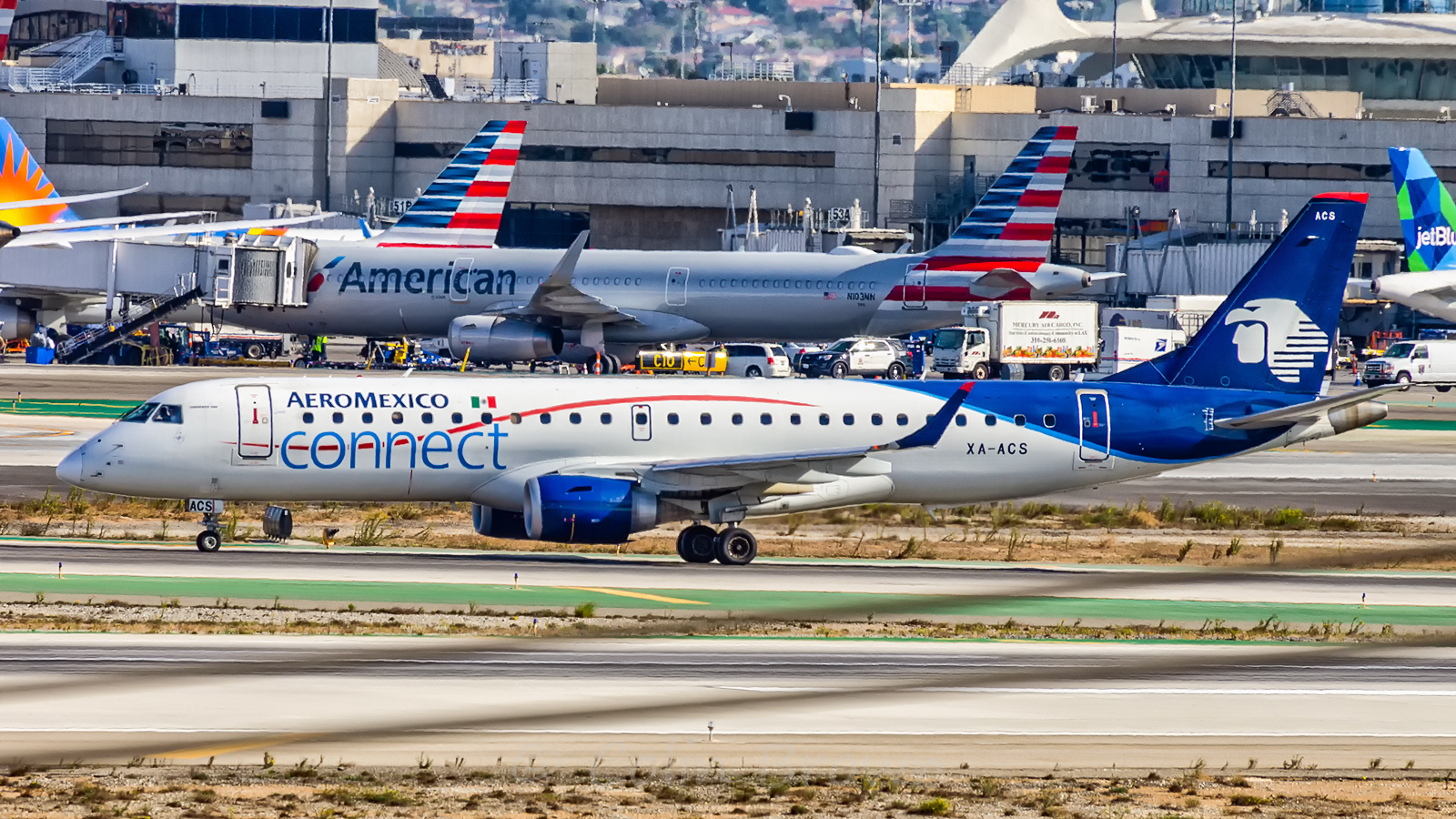
Avión Embraer 190 en 2019.

La flota de Aeroméxico Cargo es la misma a la de Aeroméxico y Aeroméxico Connect.
- Embraer 190 (47 aviones)
- Boeing 737-700 (11 aviones)
- Boeing 737-800 (36 aviones)
- Boeing 787-8 (9 aviones)
- Boeing 787-9 (10 aviones)